# 1629
Portal Geschichte | Portal Biografien | Aktuelle Ereignisse | Jahreskalender | Tagesartikel

◄ |
16. Jahrhundert |
17. Jahrhundert
| 18. Jahrhundert | ►

◄ |
1590er |
1600er |
1610er |
1620er
| 1630er | 1640er | 1650er | ►

◄◄ |
◄ |
1625 |
1626 |
1627 |
1628 |
1629
| 1630 | 1631 | 1632 | 1633 | ► | ►►
Staatsoberhäupter  · Nekrolog   · Musikjahr
| Januar | Januar | Januar | Januar | Januar | Januar | Januar | Januar |
| Kw     | Mo     | Di     | Mi     | Do     | Fr     | Sa     | So     |
| ------ | ------ | ------ | ------ | ------ | ------ | ------ | ------ |
| 1      | 1      | 2      | 3      | 4      | 5      | 6      | 7      |
| 2      | 8      | 9      | 10     | 11     | 12     | 13     | 14     |
| 3      | 15     | 16     | 17     | 18     | 19     | 20     | 21     |
| 4      | 22     | 23     | 24     | 25     | 26     | 27     | 28     |
| 5      | 29     | 30     | 31     |        |        |        |        |

| Februar | Februar | Februar | Februar | Februar | Februar | Februar | Februar |
| Kw      | Mo      | Di      | Mi      | Do      | Fr      | Sa      | So      |
| ------- | ------- | ------- | ------- | ------- | ------- | ------- | ------- |
| 5       |         |         |         | 1       | 2       | 3       | 4       |
| 6       | 5       | 6       | 7       | 8       | 9       | 10      | 11      |
| 7       | 12      | 13      | 14      | 15      | 16      | 17      | 18      |
| 8       | 19      | 20      | 21      | 22      | 23      | 24      | 25      |
| 9       | 26      | 27      | 28      |         |         |         |         |

| März | März | März | März | März | März | März | März |
| Kw   | Mo   | Di   | Mi   | Do   | Fr   | Sa   | So   |
| ---- | ---- | ---- | ---- | ---- | ---- | ---- | ---- |
| 9    |      |      |      | 1    | 2    | 3    | 4    |
| 10   | 5    | 6    | 7    | 8    | 9    | 10   | 11   |
| 11   | 12   | 13   | 14   | 15   | 16   | 17   | 18   |
| 12   | 19   | 20   | 21   | 22   | 23   | 24   | 25   |
| 13   | 26   | 27   | 28   | 29   | 30   | 31   |      |

| April | April | April | April | April | April | April | April |
| Kw    | Mo    | Di    | Mi    | Do    | Fr    | Sa    | So    |
| ----- | ----- | ----- | ----- | ----- | ----- | ----- | ----- |
| 13    |       |       |       |       |       |       | 1     |
| 14    | 2     | 3     | 4     | 5     | 6     | 7     | 8     |
| 15    | 9     | 10    | 11    | 12    | 13    | 14    | 15    |
| 16    | 16    | 17    | 18    | 19    | 20    | 21    | 22    |
| 17    | 23    | 24    | 25    | 26    | 27    | 28    | 29    |
| 18    | 30    |       |       |       |       |       |       |

| Mai | Mai | Mai | Mai | Mai | Mai | Mai | Mai |
| Kw  | Mo  | Di  | Mi  | Do  | Fr  | Sa  | So  |
| --- | --- | --- | --- | --- | --- | --- | --- |
| 18  |     | 1   | 2   | 3   | 4   | 5   | 6   |
| 19  | 7   | 8   | 9   | 10  | 11  | 12  | 13  |
| 20  | 14  | 15  | 16  | 17  | 18  | 19  | 20  |
| 21  | 21  | 22  | 23  | 24  | 25  | 26  | 27  |
| 22  | 28  | 29  | 30  | 31  |     |     |     |

| Juni | Juni | Juni | Juni | Juni | Juni | Juni | Juni |
| Kw   | Mo   | Di   | Mi   | Do   | Fr   | Sa   | So   |
| ---- | ---- | ---- | ---- | ---- | ---- | ---- | ---- |
| 22   |      |      |      |      | 1    | 2    | 3    |
| 23   | 4    | 5    | 6    | 7    | 8    | 9    | 10   |
| 24   | 11   | 12   | 13   | 14   | 15   | 16   | 17   |
| 25   | 18   | 19   | 20   | 21   | 22   | 23   | 24   |
| 26   | 25   | 26   | 27   | 28   | 29   | 30   |      |

| Juli | Juli | Juli | Juli | Juli | Juli | Juli | Juli |
| Kw   | Mo   | Di   | Mi   | Do   | Fr   | Sa   | So   |
| ---- | ---- | ---- | ---- | ---- | ---- | ---- | ---- |
| 26   |      |      |      |      |      |      | 1    |
| 27   | 2    | 3    | 4    | 5    | 6    | 7    | 8    |
| 28   | 9    | 10   | 11   | 12   | 13   | 14   | 15   |
| 29   | 16   | 17   | 18   | 19   | 20   | 21   | 22   |
| 30   | 23   | 24   | 25   | 26   | 27   | 28   | 29   |
| 31   | 30   | 31   |      |      |      |      |      |

| August | August | August | August | August | August | August | August |
| Kw     | Mo     | Di     | Mi     | Do     | Fr     | Sa     | So     |
| ------ | ------ | ------ | ------ | ------ | ------ | ------ | ------ |
| 31     |        |        | 1      | 2      | 3      | 4      | 5      |
| 32     | 6      | 7      | 8      | 9      | 10     | 11     | 12     |
| 33     | 13     | 14     | 15     | 16     | 17     | 18     | 19     |
| 34     | 20     | 21     | 22     | 23     | 24     | 25     | 26     |
| 35     | 27     | 28     | 29     | 30     | 31     |        |        |

| September | September | September | September | September | September | September | September |
| Kw        | Mo        | Di        | Mi        | Do        | Fr        | Sa        | So        |
| --------- | --------- | --------- | --------- | --------- | --------- | --------- | --------- |
| 35        |           |           |           |           |           | 1         | 2         |
| 36        | 3         | 4         | 5         | 6         | 7         | 8         | 9         |
| 37        | 10        | 11        | 12        | 13        | 14        | 15        | 16        |
| 38        | 17        | 18        | 19        | 20        | 21        | 22        | 23        |
| 39        | 24        | 25        | 26        | 27        | 28        | 29        | 30        |

| Oktober | Oktober | Oktober | Oktober | Oktober | Oktober | Oktober | Oktober |
| Kw      | Mo      | Di      | Mi      | Do      | Fr      | Sa      | So      |
| ------- | ------- | ------- | ------- | ------- | ------- | ------- | ------- |
| 40      | 1       | 2       | 3       | 4       | 5       | 6       | 7       |
| 41      | 8       | 9       | 10      | 11      | 12      | 13      | 14      |
| 42      | 15      | 16      | 17      | 18      | 19      | 20      | 21      |
| 43      | 22      | 23      | 24      | 25      | 26      | 27      | 28      |
| 44      | 29      | 30      | 31      |         |         |         |         |

| November | November | November | November | November | November | November | November |
| Kw       | Mo       | Di       | Mi       | Do       | Fr       | Sa       | So       |
| -------- | -------- | -------- | -------- | -------- | -------- | -------- | -------- |
| 44       |          |          |          | 1        | 2        | 3        | 4        |
| 45       | 5        | 6        | 7        | 8        | 9        | 10       | 11       |
| 46       | 12       | 13       | 14       | 15       | 16       | 17       | 18       |
| 47       | 19       | 20       | 21       | 22       | 23       | 24       | 25       |
| 48       | 26       | 27       | 28       | 29       | 30       |          |          |

| Dezember | Dezember | Dezember | Dezember | Dezember | Dezember | Dezember | Dezember |
| Kw       | Mo       | Di       | Mi       | Do       | Fr       | Sa       | So       |
| -------- | -------- | -------- | -------- | -------- | -------- | -------- | -------- |
| 48       |          |          |          |          |          | 1        | 2        |
| 49       | 3        | 4        | 5        | 6        | 7        | 8        | 9        |
| 50       | 10       | 11       | 12       | 13       | 14       | 15       | 16       |
| 51       | 17       | 18       | 19       | 20       | 21       | 22       | 23       |
| 52       | 24       | 25       | 26       | 27       | 28       | 29       | 30       |
| 1        | 31       |          |          |          |          |          |          |

| Januar | Januar | Januar | Januar | Januar | Januar | Januar | Januar |
| Kw     | Mo     | Di     | Mi     | Do     | Fr     | Sa     | So     |
| ------ | ------ | ------ | ------ | ------ | ------ | ------ | ------ |
| 1      | 1      | 2      | 3      | 4      | 5      | 6      | 7      |
| 2      | 8      | 9      | 10     | 11     | 12     | 13     | 14     |
| 3      | 15     | 16     | 17     | 18     | 19     | 20     | 21     |
| 4      | 22     | 23     | 24     | 25     | 26     | 27     | 28     |
| 5      | 29     | 30     | 31     |        |        |        |        |

| Februar | Februar | Februar | Februar | Februar | Februar | Februar | Februar |
| Kw      | Mo      | Di      | Mi      | Do      | Fr      | Sa      | So      |
| ------- | ------- | ------- | ------- | ------- | ------- | ------- | ------- |
| 5       |         |         |         | 1       | 2       | 3       | 4       |
| 6       | 5       | 6       | 7       | 8       | 9       | 10      | 11      |
| 7       | 12      | 13      | 14      | 15      | 16      | 17      | 18      |
| 8       | 19      | 20      | 21      | 22      | 23      | 24      | 25      |
| 9       | 26      | 27      | 28      |         |         |         |         |

| März | März | März | März | März | März | März | März |
| Kw   | Mo   | Di   | Mi   | Do   | Fr   | Sa   | So   |
| ---- | ---- | ---- | ---- | ---- | ---- | ---- | ---- |
| 9    |      |      |      | 1    | 2    | 3    | 4    |
| 10   | 5    | 6    | 7    | 8    | 9    | 10   | 11   |
| 11   | 12   | 13   | 14   | 15   | 16   | 17   | 18   |
| 12   | 19   | 20   | 21   | 22   | 23   | 24   | 25   |
| 13   | 26   | 27   | 28   | 29   | 30   | 31   |      |

| April | April | April | April | April | April | April | April |
| Kw    | Mo    | Di    | Mi    | Do    | Fr    | Sa    | So    |
| ----- | ----- | ----- | ----- | ----- | ----- | ----- | ----- |
| 13    |       |       |       |       |       |       | 1     |
| 14    | 2     | 3     | 4     | 5     | 6     | 7     | 8     |
| 15    | 9     | 10    | 11    | 12    | 13    | 14    | 15    |
| 16    | 16    | 17    | 18    | 19    | 20    | 21    | 22    |
| 17    | 23    | 24    | 25    | 26    | 27    | 28    | 29    |
| 18    | 30    |       |       |       |       |       |       |

| Mai | Mai | Mai | Mai | Mai | Mai | Mai | Mai |
| Kw  | Mo  | Di  | Mi  | Do  | Fr  | Sa  | So  |
| --- | --- | --- | --- | --- | --- | --- | --- |
| 18  |     | 1   | 2   | 3   | 4   | 5   | 6   |
| 19  | 7   | 8   | 9   | 10  | 11  | 12  | 13  |
| 20  | 14  | 15  | 16  | 17  | 18  | 19  | 20  |
| 21  | 21  | 22  | 23  | 24  | 25  | 26  | 27  |
| 22  | 28  | 29  | 30  | 31  |     |     |     |

| Juni | Juni | Juni | Juni | Juni | Juni | Juni | Juni |
| Kw   | Mo   | Di   | Mi   | Do   | Fr   | Sa   | So   |
| ---- | ---- | ---- | ---- | ---- | ---- | ---- | ---- |
| 22   |      |      |      |      | 1    | 2    | 3    |
| 23   | 4    | 5    | 6    | 7    | 8    | 9    | 10   |
| 24   | 11   | 12   | 13   | 14   | 15   | 16   | 17   |
| 25   | 18   | 19   | 20   | 21   | 22   | 23   | 24   |
| 26   | 25   | 26   | 27   | 28   | 29   | 30   |      |

| Juli | Juli | Juli | Juli | Juli | Juli | Juli | Juli |
| Kw   | Mo   | Di   | Mi   | Do   | Fr   | Sa   | So   |
| ---- | ---- | ---- | ---- | ---- | ---- | ---- | ---- |
| 26   |      |      |      |      |      |      | 1    |
| 27   | 2    | 3    | 4    | 5    | 6    | 7    | 8    |
| 28   | 9    | 10   | 11   | 12   | 13   | 14   | 15   |
| 29   | 16   | 17   | 18   | 19   | 20   | 21   | 22   |
| 30   | 23   | 24   | 25   | 26   | 27   | 28   | 29   |
| 31   | 30   | 31   |      |      |      |      |      |

| August | August | August | August | August | August | August | August |
| Kw     | Mo     | Di     | Mi     | Do     | Fr     | Sa     | So     |
| ------ | ------ | ------ | ------ | ------ | ------ | ------ | ------ |
| 31     |        |        | 1      | 2      | 3      | 4      | 5      |
| 32     | 6      | 7      | 8      | 9      | 10     | 11     | 12     |
| 33     | 13     | 14     | 15     | 16     | 17     | 18     | 19     |
| 34     | 20     | 21     | 22     | 23     | 24     | 25     | 26     |
| 35     | 27     | 28     | 29     | 30     | 31     |        |        |

| September | September | September | September | September | September | September | September |
| Kw        | Mo        | Di        | Mi        | Do        | Fr        | Sa        | So        |
| --------- | --------- | --------- | --------- | --------- | --------- | --------- | --------- |
| 35        |           |           |           |           |           | 1         | 2         |
| 36        | 3         | 4         | 5         | 6         | 7         | 8         | 9         |
| 37        | 10        | 11        | 12        | 13        | 14        | 15        | 16        |
| 38        | 17        | 18        | 19        | 20        | 21        | 22        | 23        |
| 39        | 24        | 25        | 26        | 27        | 28        | 29        | 30        |

| Oktober | Oktober | Oktober | Oktober | Oktober | Oktober | Oktober | Oktober |
| Kw      | Mo      | Di      | Mi      | Do      | Fr      | Sa      | So      |
| ------- | ------- | ------- | ------- | ------- | ------- | ------- | ------- |
| 40      | 1       | 2       | 3       | 4       | 5       | 6       | 7       |
| 41      | 8       | 9       | 10      | 11      | 12      | 13      | 14      |
| 42      | 15      | 16      | 17      | 18      | 19      | 20      | 21      |
| 43      | 22      | 23      | 24      | 25      | 26      | 27      | 28      |
| 44      | 29      | 30      | 31      |         |         |         |         |

| November | November | November | November | November | November | November | November |
| Kw       | Mo       | Di       | Mi       | Do       | Fr       | Sa       | So       |
| -------- | -------- | -------- | -------- | -------- | -------- | -------- | -------- |
| 44       |          |          |          | 1        | 2        | 3        | 4        |
| 45       | 5        | 6        | 7        | 8        | 9        | 10       | 11       |
| 46       | 12       | 13       | 14       | 15       | 16       | 17       | 18       |
| 47       | 19       | 20       | 21       | 22       | 23       | 24       | 25       |
| 48       | 26       | 27       | 28       | 29       | 30       |          |          |

| Dezember | Dezember | Dezember | Dezember | Dezember | Dezember | Dezember | Dezember |
| Kw       | Mo       | Di       | Mi       | Do       | Fr       | Sa       | So       |
| -------- | -------- | -------- | -------- | -------- | -------- | -------- | -------- |
| 48       |          |          |          |          |          | 1        | 2        |
| 49       | 3        | 4        | 5        | 6        | 7        | 8        | 9        |
| 50       | 10       | 11       | 12       | 13       | 14       | 15       | 16       |
| 51       | 17       | 18       | 19       | 20       | 21       | 22       | 23       |
| 52       | 24       | 25       | 26       | 27       | 28       | 29       | 30       |
| 1        | 31       |          |          |          |          |          |          |

## Ereignisse

### Politik und Weltgeschehen

#### Europa
- 18. Januar: Der schwedische Reichstag billigt einen Kriegseintritt des von König Gustav II. Adolf regierten Landes im Dreißigjährigen Krieg gegen die Heere des Kaisers Ferdinand II. in Deutschland. Der Schwedische Krieg beginnt mit der Landung der Schweden im folgenden Jahr.

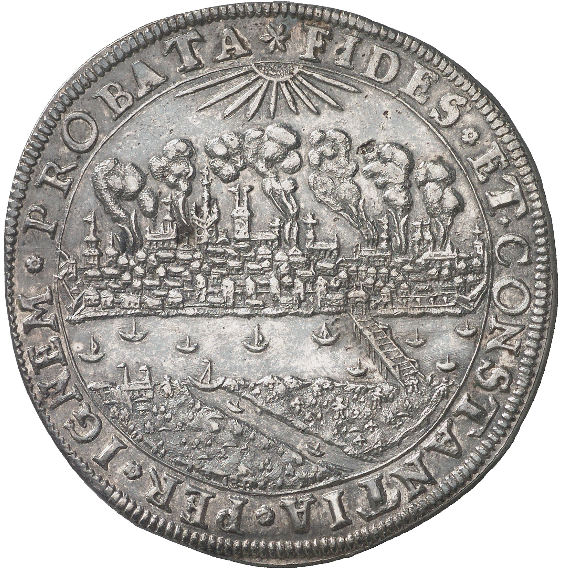
Brandtaler der Stadt Thorn von 1629, Vorderseite

- Nach der erfolgreichen Abwehr der schwedischen Belagerer unter Feldmarschall Hermann von Wrangel zwischen dem 16. und dem 18. Februar prägt die Stadt Thorn einen Gedenktaler, den Brandtaler mit dem Bild der brennenden Stadt nach deren Beschießung.
- 6. März: Kaiser Ferdinand II. erlässt das Restitutionsedikt, in dem die protestantischen Stände dazu verpflichtet werden, alle seit 1552 eingezogenen katholischen Gebiete wieder herauszugeben.
- 22. Mai: Der Lübecker Frieden bewirkt das Ausscheiden Dänemarks als Kriegspartei. Der Dänisch-Niedersächsische Krieg endet.
- 27. Juni: In der Schlacht bei Stuhm erleiden die Schweden eine schwere Niederlage gegen polnische und kaiserliche Truppen unter Hetman Stanisław Koniecpolski und Hans Georg von Arnim-Boitzenburg.
- 28. Juni: Das Gnadenedikt von Alès beendet nach der völligen militärischen Niederlage der Hugenotten im Vorjahr die Hugenottenkriege in Frankreich.
- 14. September: Friedrich Heinrich von Oranien erobert im Achtzigjährigen Krieg nach mehrmonatiger Belagerung die Stadt ’s-Hertogenbosch für die Niederlande.
- 25. September: Der Vertrag von Altmark zwischen Polen-Litauen und Schweden beendet den seit 1600 dauernden Polnisch-Schwedischen Krieg. Polen erkennt Schweden im Besitz von Livland und Teilen Preußens an.
- Kurfürst Philipp Christoph von Sötern (Kurtrier) verlegt seine Residenz von Trier in das neuerbaute Schloss Philippsburg in Ehrenbreitstein bei Koblenz.

#### Amerikanische Kolonien

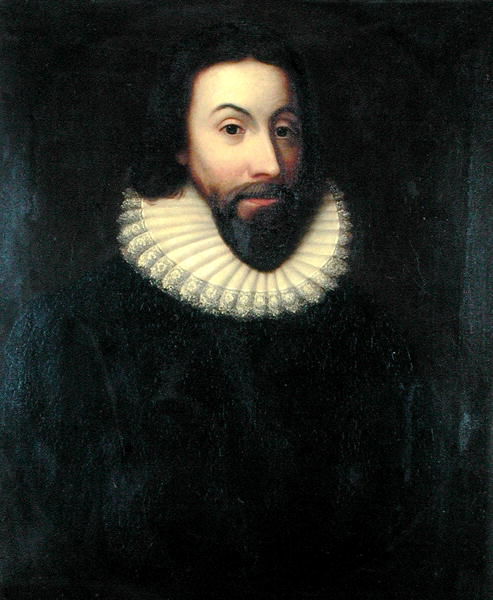
John Winthrop

- 4. März: Durch eine Charta des englischen Königs Karl I. wird die Massachusetts Bay Colony gegründet. Erster Gouverneur wird John Winthrop.
- 19. Juli: Drei Monate nach der Unterzeichnung eines Friedensvertrages zwischen England und Frankreich erobern mit einer Schiffsflotte angelangte Engländer unter der Führung des Abenteurers David Kirke den von Franzosen besiedelten Ort Québec in Neufrankreich, deren Gouverneur Samuel de Champlain sich aufgrund der schwierigen Versorgungslage zur Kapitulation gezwungen sieht. Mit Ausnahme der Familie des ersten Siedlers Louis Hébert verlassen alle französischen Einwohner die Siedlung.

#### Asien
- 19. Januar: Der persische Herrscher Abbas I. stirbt. Sein Enkel Safi I. wird Nachfolger als Schah der Safawiden im Iran.
- Spanische Konquistadoren gründen Fort Santo Domingo auf Taiwan.

### Wirtschaft
- 8. Mai: In Lübeck wird eine Sklavenkasse eingerichtet, die lübische Seeleute aus den Fängen nordafrikanischer Piraten freikaufen soll.

### Kultur

#### Bildende Kunst
- Die niederländische Malerin Judith Leyster, eine der wenigen Malerinnen des Goldenen Zeitalters, malt ihre ersten signierten Bilder: Der lustige Zecher und Serenade.

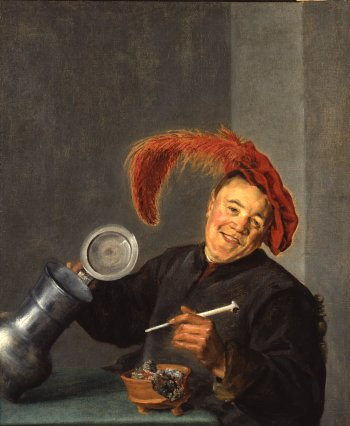
Der lustige Zecher Staatliche Museen – Gemäldegalerie Berlin
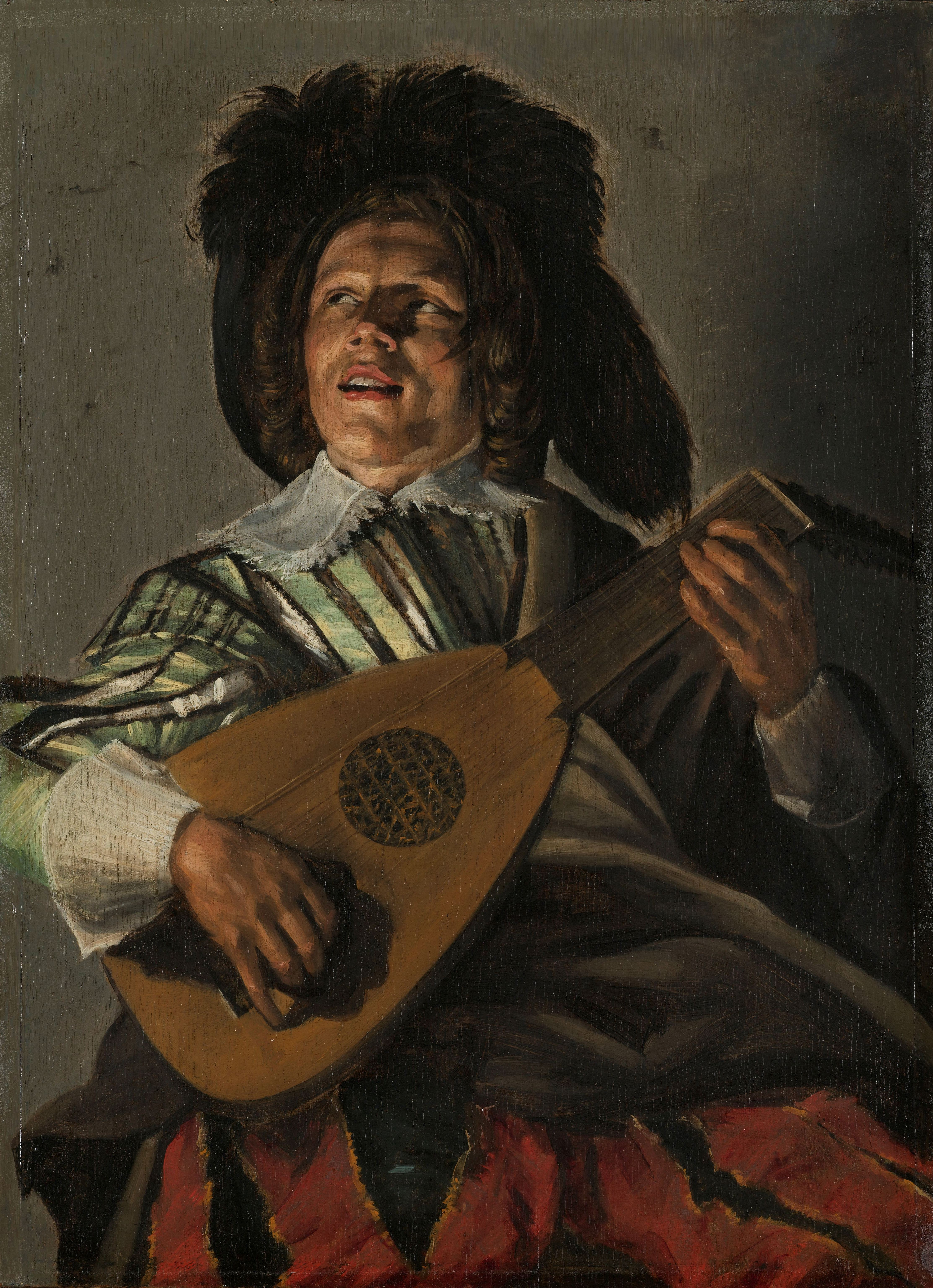
Serenade Rijksmuseum Amsterdam

- Das erste Gemälde der Gießener Professorengalerie entsteht in Marburg.

#### Musik und Theater
- Das Musikkollegium Winterthur wird gegründet.
- Der französische Schauspieler und Theaterdirektor Montdory lässt sich mit seiner Theatertruppe in Paris nieder und gründet dort das Théâtre du Marais.
- Der Architekt Christoph Gumpp der Jüngere funktioniert im Auftrag von Erzherzog Leopold eines der Innsbrucker Ballspielhäuser zu einem Comedihaus um, dem heutigen Tiroler Landestheater Innsbruck.

### Religion
Am 28. Juni erlässt Kardinal Richelieu als Folge der Eroberung von La Rochelle im Vorjahr das gegen die Hugenotten gerichtete Gnadenedikt von Alès. Darin werden alle zuvor im Edikt von Nantes zugestandenen Sicherheitsplätze aufgehoben. Die Armeen der Protestanten werden aufgelöst und ihre Festungsanlagen geschleift. Nationale Kirchenzusammenkünfte der Hugenotten können nur noch mit Zustimmung des Königs stattfinden. Die politische Niederlage der Hugenotten wird jedoch nicht für Zwangsbekehrungen genutzt, die Existenz von Protestanten auf französischen Boden wird vorläufig weiter geduldet.

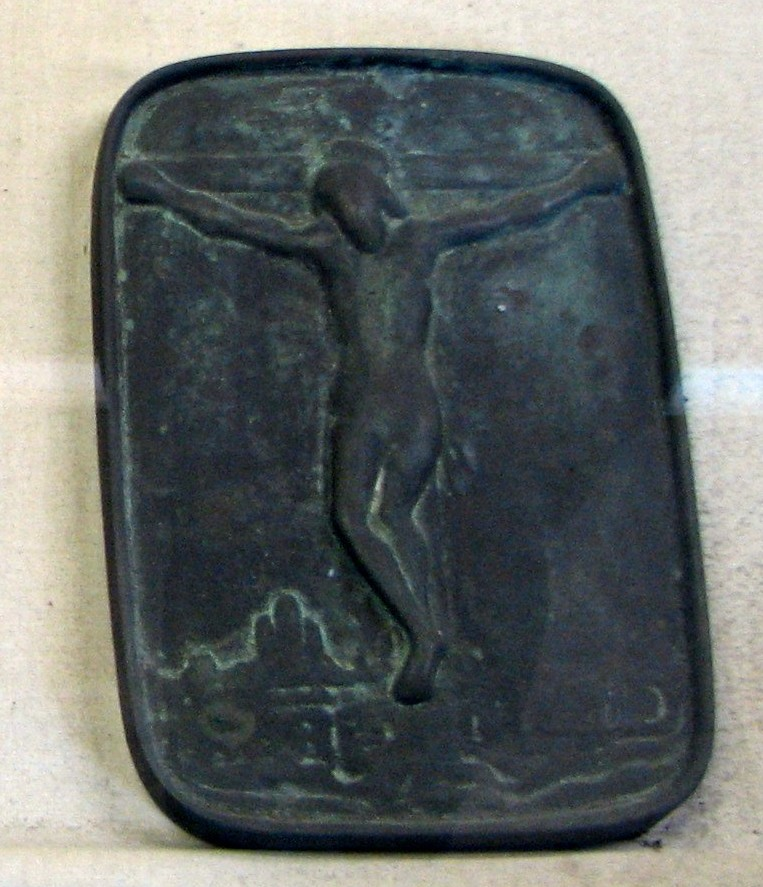
Jesus-Fumie

In Japan werden erstmals Fumien (Tretbilder) eingesetzt, um Anhänger der verbotenen Religion des Christentums zu entlarven. Wer verdächtigt wird, der christlichen Religion anzugehören, muss diese Bilder öffentlich mit Füßen treten.

### Katastrophen

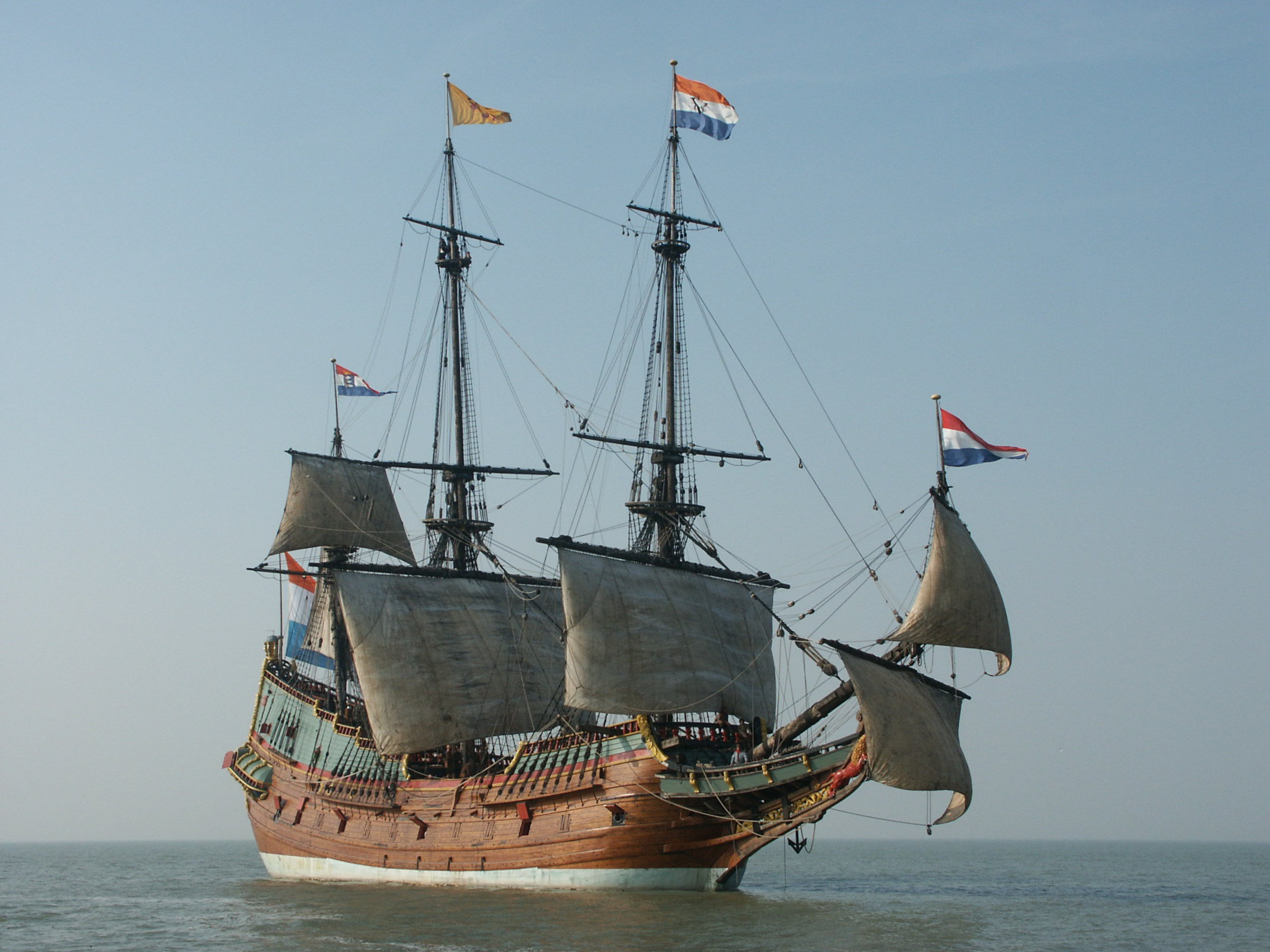
Nachbau der Batavia

- 4. Juni: Das Segelschiff Batavia der Niederländischen Ostindien-Kompanie läuft auf ein Riff des  Houtman-Abrolhos-Archipels vor der Westküste Australiens. Etwa zwanzig Menschen sterben, die meisten Besatzungsmitglieder und Passagiere können sich auf kleine Inseln retten. In der Folge werden 125 Menschen unter der einsetzenden Terrorherrschaft des Jeronimus Cornelisz und seiner Spießgesellen getötet.
- In der Republik Venedig beginnt eine Pestepidemie. Etwa ein Drittel der Bevölkerung fällt der Seuche bis zu deren Ende 1630 zum Opfer.

## Geboren

### Erstes Halbjahr
- 02. Januar: Christian Scriver, deutscher Theologe des 17. Jh. und Kirchenliederdichter († 1693)
- 06. Januar: Vincenzo Amato, italienischer Komponist († 1670)
- 23. Januar: Adolf von Nassau-Schaumburg, Begründer der kurzlebigen Line Nassau-Schaumburg († 1676)
- 26. Januar: Johann Georg Crocius, deutscher reformierter Theologe († 1674)
- 01. Februar: Thomas Bromley, englischer Mystiker († 1691)
- 04. Februar: Sibylla Ursula von Braunschweig-Wolfenbüttel, Herzogin von Schleswig-Holstein-Sonderburg-Glücksburg († 1671)
- 25. Februar: Franz Erdmann, Herzog von Sachsen-Lauenburg und kaiserlicher Generalfeldmarschall († 1666)
- 08. März: János Kájoni, rumänischer Komponist († 1687)
- 29. März: Alexei I., Zar von Russland († 1676)
- 01. April: Jean-Henri d’Anglebert, französischer Komponist, Cembalist und Organist († 1691)
- 05. April: Giovanni Battista Ruoppolo, italienischer Maler († 1693)
- 07. April: Juan José de Austria, spanischer Heerführer und Staatsmann († 1679)

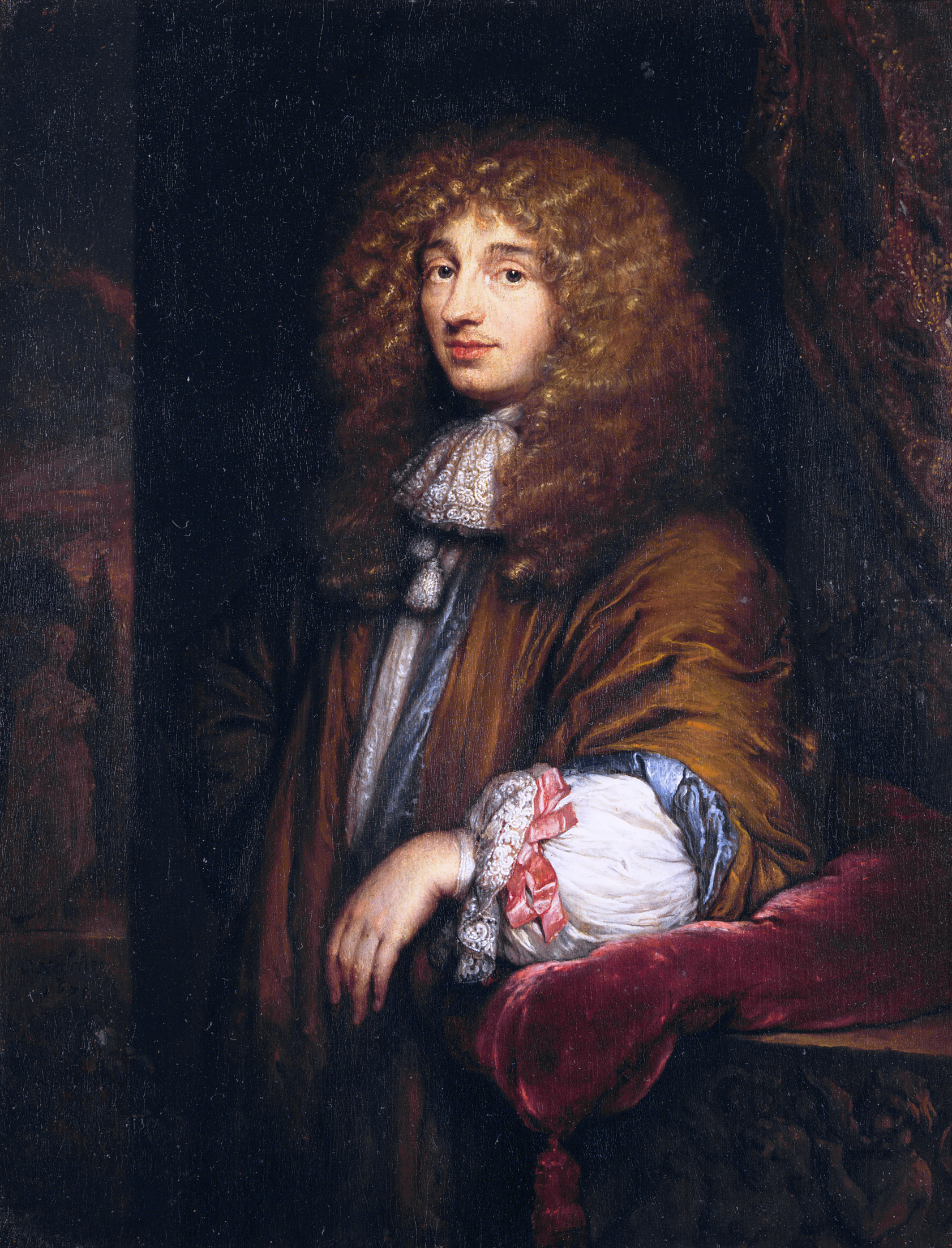
Christiaan Huygens, 1671

- 14. April: Christiaan Huygens, niederländischer Mathematiker, Physiker und Astronom († 1695)
- 23. April: Jan Commelin, niederländischer Pflanzenhändler und Botaniker († 1692)
- 18. Mai: Christoph Carl von Boxberg, sächsischer Bergrat († 1699)
- 23. Mai: Wilhelm VI., Landgraf von Hessen-Kassel († 1663)
- 09. Juni: Nicolaus von Gersdorf, sächsischer Jurist und Diplomat († 1702)

### Zweites Halbjahr
- 27. Juli: Ludovica Cristina von Savoyen, Prinzessin aus dem Haus Savoyen († 1692)
- 27. Juli: Johannes Spengler, Bürgermeister von St. Gallen († 1700)
- 05. August: Charles Colbert, französischer Diplomat und Außenminister († 1696)
- 10. August: Agostino Scilla, italienischer Maler, Numismatiker, Paläontologe und Geologe († 1700)
- 12. August: Isabella Clara von Österreich, Herzogin von Mantua († 1685)
- 13. August: Wenzeslaus von Thun und Hohenstein, Bischof von Passau und Bischof von Gurk († 1673)
- 17. August: Jan III. Sobieski, polnischer König († 1696)
- 26. August: Johann Christoph Falckner, deutscher Rechtswissenschaftler († 1681)
- 31. August: Anna Margarete, Prinzessin von Hessen-Homburg und Herzogin von Schleswig-Holstein-Sonderburg-Wiesenburg († 1686)
- 04. September: Lorenzo Pasinelli, italienischer Maler († 1700)
- 09. September: Cornelis Tromp, niederländischer Marineoffizier († 1691)
- 23. September: David Klöcker Ehrenstrahl, schwedischer Maler († 1698)
- 02. Oktober: François de Créquy, Marquis de Marines, Marschall von Frankreich († 1687)
- 11. Oktober: Adolf Johann I., schwedischer Reichsmarschall, Herzog von Stegeborg und Pfalz-Kleeburg († 1689)
- 11. Oktober: Armand de Bourbon, Fürst von Conti († 1666)
- 29. Oktober: Agnes Block, niederländische Mennonitin, Mäzenin und Sammlerin († 1704)
- 31. Oktober: Carlo III. Gonzaga, Herzog von Mantua, Nevers und Rethel († 1665)
- 17. November: Giovanni Pietro Tencalla, Tessiner Architekt des Barock († 1702)
- 20. November: Ernst August, Kurfürst von Hannover († 1698)
- 02. Dezember: Wilhelm Egon von Fürstenberg-Heiligenberg, Bischof von Straßburg und kurkölnischer Premierminister († 1704)
- 11. Dezember: Johann Helfrich Dexbach, deutscher Rechtswissenschaftler († 1682)
- 16. Dezember: Ahasverus Fritsch, deutscher Jurist und Kirchenlieddichter († 1701)
- 16. Dezember: Melchor Liñán y Cisneros, spanischer Bischof und Kolonialbeamter, Vizekönig von Peru († 1708)
- 19. Dezember: Tomáš Pešina z Čechorodu, tschechischer Historiker und Schriftsteller († 1680)

### Genaues Geburtsdatum unbekannt
- Johann Michael Nicolai, deutscher Violinist und Komponist († 1685)
- Toda Mosui, japanischer Dichter († 1706)
- Henry Somerset, 1. Duke of Beaufort, englischer Peer († 1700)
- Cornelis Visscher, niederländischer Kupferstecher († 1658)

## Gestorben

### Todesdatum gesichert
- 19. Januar: Abbas I., persischer Herrscher aus der Dynastie der Safawiden (* 1571)
- 27. Januar: Hieronymus Praetorius, deutscher Organist und Komponist (* 1560)
- 30. Januar: Carlo Maderno, italienischer Baumeister und Bruder von Stefano Maderna (* 1556)
- 11. Februar: Kaspar von Teutleben, deutscher Dichter und Hofmeister (* 1576)
- 13. März: Basilius Besler, deutscher Arzt, Botaniker und Verleger (* 1561)
- 26. März: Agnes, Prinzessin von Brandenburg, Herzogin von Pommern und Herzogin von Sachsen-Lauenburg (* 1584)
- 27. März: George Carew, 1. Earl of Totnes, englischer Militär und Politiker (* 1555)
- 27. März: Baldassare Maggi, Tessiner Architekt und Baumeister (* 1550)
- 17. April: Caterina de’ Medici, Herzogin von Mantua und Montferrat (* 1593)
- 04. Mai: Thomas Weinrich, deutscher lutherischer Theologe (* 1588)
- 05. Mai: Szymon Szymonowic, polnischer Dichter und Dramatiker (* 1558)
- 14. Mai: Jean Gordon, schottische Adelige (* 1546)
- 18. Juni: Piet Pieterszoon Heyn, holländischer Freibeuter (* 1577)
- 21. Juni: Szymon Zimorowic, polnischer Dichter (* um 1609)
- 06. Juli: Georg Friedrich von Greiffenclau zu Vollrads, Erzbischof und Kurfürst von Mainz (* 1573)
- 05. August: Heinrich Cunitz, bedeutender Arzt in Schlesien (* 1580)
- 06. August: Margarete Diepolt, Opfer der Hexenverfolgung im Kurfürstentum Mainz
- 14. August: Georg Balthasar, böhmischer Märtyrer (Geburtsjahr unbekannt)
- 21. August: Camillo Procaccini, italienischer Maler (* 1561)
- 28. August: Christoph Crinesius, deutscher Orientalist, Linguist und Philologe (* 1584)
- 29. August: Charlotte Catherine de La Trémoille, Fürstin von Condé (* 1568)
- 10. September: Martin Blochwitz, deutscher Mediziner (* 1602)
- 11. September: Adam Graf von Herberstorff, bayerischer Statthalter von Oberösterreich (* 1585)
- 21. September: Jan Pieterszoon Coen, Generalgouverneur der niederländischen Ostindien-Kompanie (VOC) in Südostasien (* 1587)
- 02. Oktober: Antonio Cifra, italienischer Komponist (* 1584)
- 02. Oktober: Pierre de Bérulle, französischer Theologe und Kardinal (* 1575)
- 03. Oktober: Paolo Agostini, italienischer Organist, Kapellmeister und Komponist (* 1583)
- 04. Oktober: Bernardo Castello, italienischer Maler, Freskant und Zeichner (* 1557/59)
- 01. November: Hendrick ter Brugghen, niederländischer Maler (* 1588)
- 09. November: Kaspar Kellermann, Opfer der Hexenverfolgungen in Sundern (* um 1600)
- 15. November: Gábor Bethlen, Fürst von Siebenbürgen (* 1580)
- 16. November: Bartholomäus Reusner, deutscher Rechtswissenschaftler (* 1565)
- 25. November: Hieronymus Praetorius, deutscher Komponist und Organist (* 1614)
- 23. Dezember: Giovanni I. Corner, Doge von Venedig (* 1551)
- 24. Dezember: Elisabeth Sophie von Brandenburg, Fürstin von Radziwiłł und Herzogin von Sachsen-Lauenburg (* 1589)

### Genaues Todesdatum unbekannt
- Oktober: Edwin Sandys, englischer Politiker (* 1561)
- Antonio Maria Viani, italienischer Maler (* 1555 – 1560)